# Gmina Linia
Die Gmina Linia bzw. Gmina Lëniô ist eine zweisprachige Landgemeinde im Powiat Gdański in der polnischen Woiwodschaft Pommern. Sie hat eine Fläche von fast 120 km², auf der 6459 Menschen leben (31. Dezember 2020). Ihr Sitz ist das gleichnamige Dorf (kaschubisch Lëniô; deutsch Linia bzw. Linde).

## Geographie

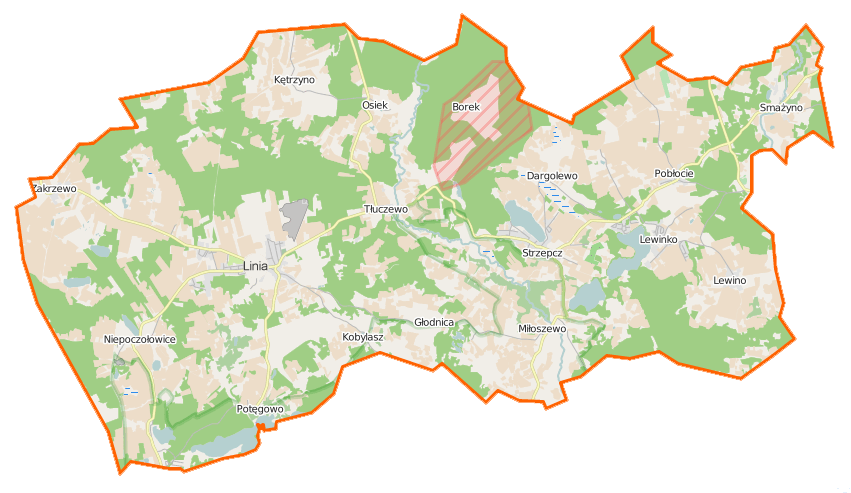
Karte der Landgemeinde

Die Landgemeinde liegt in Kaschubien, etwa 30 Kilometer südwestlich von Wejherowo (Neustadt in Westpreußen), dem Sitz des Powiats. Die Gegend gehört zur Kaschubischen Schweiz und ist reich an Seen und Wasserläufen. 52 % der Fläche sind Ackerland, 37 % ist bewaldet.
Zu den größeren Gewässern gehören die Łeba (Leba) und die Seen bei Lewinko, Miłoszewo und Strzepcz.

## Geschichte
Von 1772 bis 1920 gehörten die Orte der heutigen Landgemeinde Linde, das zum pommerschen Kreis Lauenburg i. Pom. gehörende Ossek ausgenommen, zur preußischen Provinz Westpreußen. Nach dem Ersten Weltkrieg musste das Gebiet 1920 an Polen abgetreten werden, es gehörte zum Polnischen Korridor. Durch den Überfall auf Polen 1939 kam das völkerrechtswidrig annektierte Gebiet des Polnischen Korridors zum Deutschen Reich. 1945 fiel es wieder zurück an Polen.
Die Gmina Linia wurde am 1. Januar 1973 gegründet und gehörte von 1975 bis 1998 zur Woiwodschaft Gdańsk.

### Gmina Strzepcz
Von 1934 bis 1954 bestand die Gmina Strzepcz mit Sitz im gleichnamigen Dorf.

## Gemeindegliederung

### Schulzenämter
Zur Landgemeinde Linia gehören dreizehn Dörfer mit jeweils einem Schulzenamt.
| polnischer Name    | kaschubischer Name | deutscher Name (bis 1920), (ab 1940/42)               | Einw. (2006) | Lage   | Bild                          |
| ------------------ | ------------------ | ----------------------------------------------------- | ------------ | ------ | ----------------------------- |
| Kętrzyno           | Kãtrzëno           | Kantrschin 1942–1945 Kontenau                         | 404          | (Lage) | Touristisches in Kętrzyno     |
| Kobylasz- Potęgowo | Kòbëlôsz- Pòtãgòwò | Kobillaß (1942: Stuttwald), Pottengowo (1942: Tengau) | 194 64       | (Lage) | “Lubiczk” in Kobylasz         |
| Lewinko            | Lewinkò            | Lewinko                                               | 125          | (Lage) | Kreuz in Lewinko              |
| Lewino             | Lewino             | Lewino                                                | 290          | (Lage) | “Pikón” in Lewino             |
| Linia              | Lëniô              | Linia, Linde                                          | 1405         | (Lage) | Kirche in Linia               |
| Miłoszewo          | Miłoszewò          | Miloschewo Mielfurt                                   | 500          | (Lage) | Die Łeba in Miłoszewo         |
| Niepoczołowice     | Niepòczołowice     | Niepotzolowitz, Wahlendorf                            | 571          | (Lage) | Gutsvorwerk in Niepoczołowice |
| Osiek              | Òsek               | Osseck, Kr. Lauenburg/Pom.                            |              | (Lage) | Wald bei Osiek                |
| Pobłocie           | Pòbłocé            | Poblotz Beerenhof                                     | 412          | (Lage) | Kreuz in Pobłocie             |
| Smażyno            | Smażëno            | Smasin Mühlental                                      | 235          | (Lage) | Kirche in Smażyno             |
| Strzepcz           | Strzépcz           | Strepsch Streep                                       | 766          | (Lage) | Kirche in Strzepcz            |
| Tłuczewo           | Tłuczewò           | Klutschau, 1940–1945 Lebabrück                        | 220          | (Lage) | Łeba bei Tłuczewo             |
| Zakrzewo           | Zakrzewò           | Werder                                                | 310          | (Lage) | Wald bei Zakrzewo             |

### Weitere Ortschaften

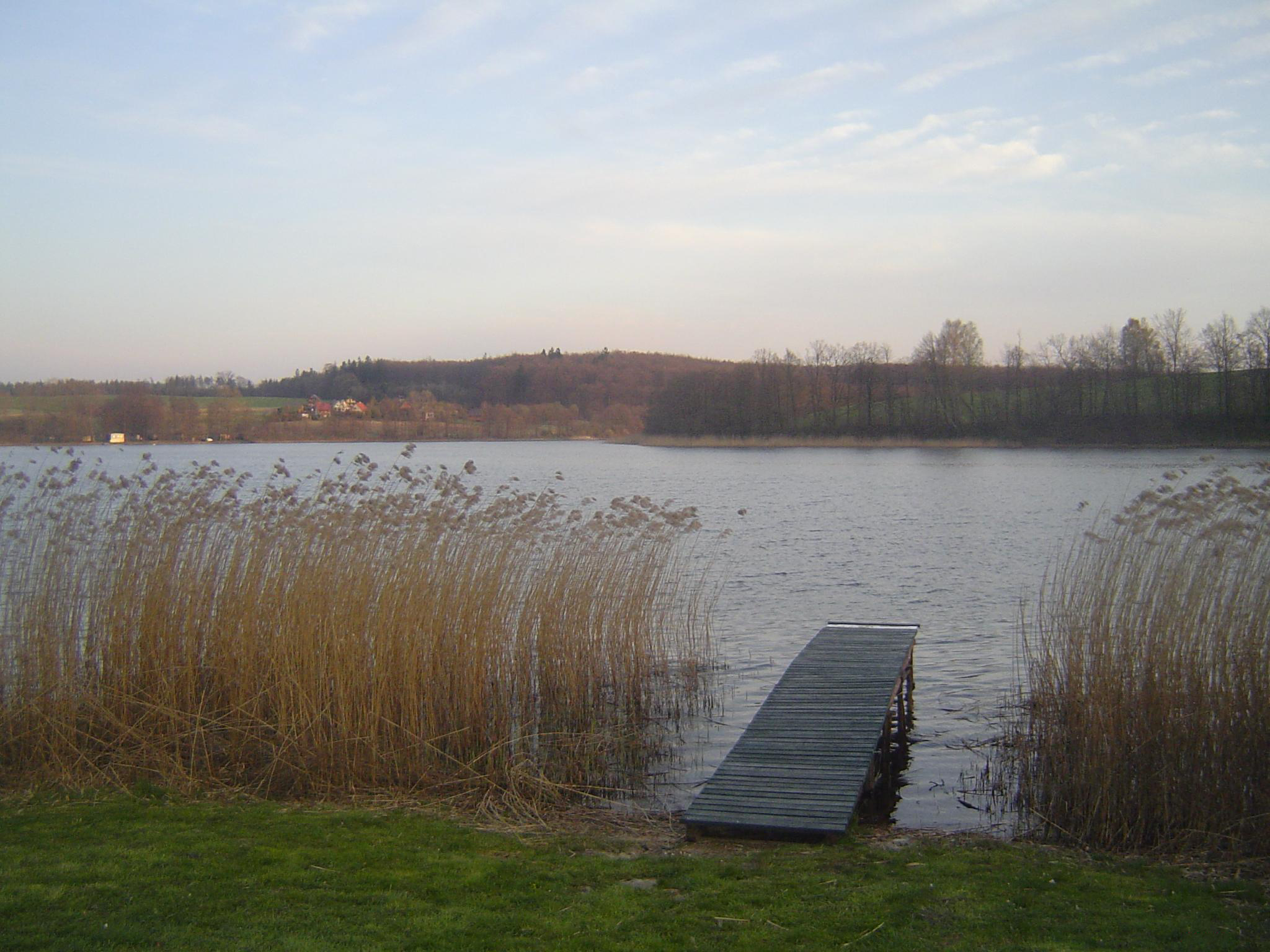
Der See Lewinko

- Dargolewo, Głodnica, Igrzeczna, Lebór, Morzycz, Niedźwiadek, Niepoczołowice-Folwark und Trzepczykowo.

## Tourismus
Die Landgemeinde Linia liegt im Kaszubski Park Krajobrazowy (Kaschubischer Landschaftsschutzpark). Auf ihrem Gebiet befindet sich ein Rundweg mit holzgeschnitzten Gestalten aus kaschubischen Volkssagen.
Der Schienenverkehr auf der Bahnstrecke Pruszcz Gdański–Łeba über Linia wurde 2000 (zwischen Kartuzy (Karthaus) und Lębork (Lauenburg in Pommern)) eingestellt und der Streckenabschnitt stillgelegt.